# Storena cyanea
Storena cyanea là một loài nhện trong họ Zodariidae.
Loài này thuộc chi Storena. Storena cyanea được Charles Athanase Walckenaer miêu tả năm 1805.